# Zweiter Frieden von Thorn

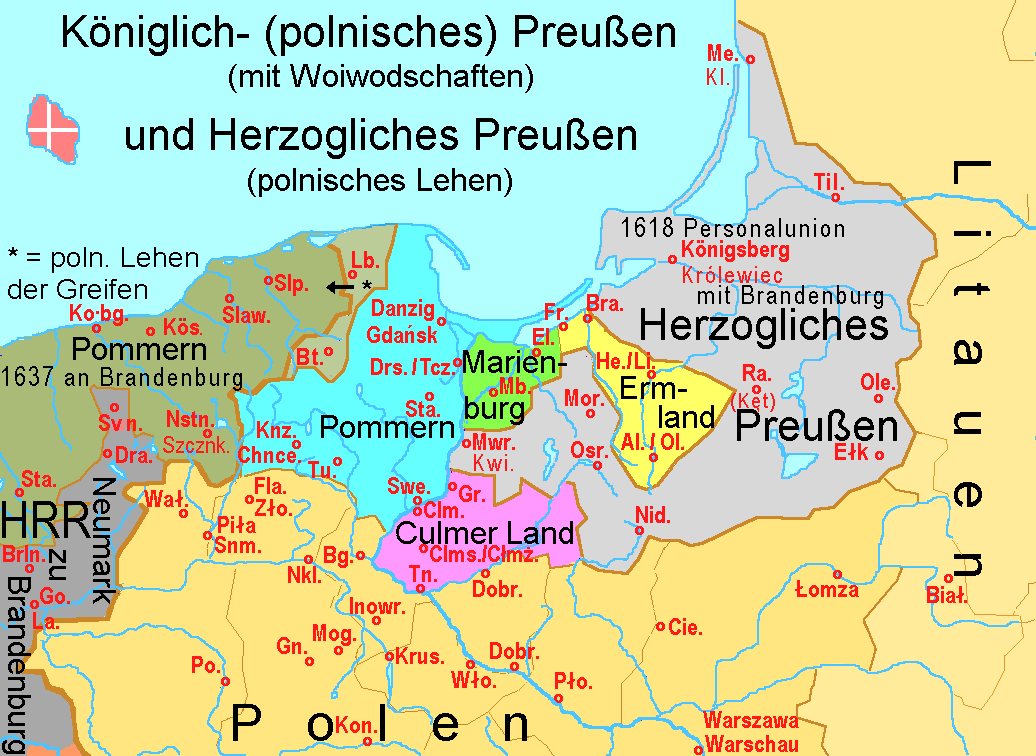
Karte der preußischen Landesteile ab 1525, nach Umwandlung des verbleibenden Deutschordensstaates in das Herzogtum Preußen 1525

Der Zweite Frieden von Thorn, der am 19. Oktober 1466 zwischen dem Deutschen Orden und dem Königreich Polen unter der Führung von Kasimir dem Jagiellonen in Thorn ausgehandelt wurde, beendete den 13 Jahre anhaltenden Preußischen Städtekrieg. Der Vertrag erhielt nicht die durch Kaiser und Papst notwendige Ratifizierung. Durch den Papst kam am 4. Februar 1468 die ausdrückliche Verweigerung der Bestätigung des Vertrages. Noch auf dem Reichstag zu Augsburg im Jahre 1500 wurde die Gültigkeit des Thorner Friedens in Abrede gestellt.
Die folgende administrative Teilung Preußens unter verschiedenen Schutzherren hatte Auswirkungen, die noch nach dem Ersten Weltkrieg von Bedeutung waren.

## Ergebnis
Mit dem Friedensvertrag endete der Dreizehnjährige Krieg 1454–1466, in den auch die Hansestädte einbezogen gewesen waren. Nach dem Scheitern von Vermittlungsversuchen in den Jahren 1463/1464 durch den Lübecker Bürgermeister Hinrich Castorp und 1465 den Lübecker Bischof Arnold Westphal wurde im Jahre 1466 intensiver verhandelt unter Vermittlung des päpstlichen Legaten Rudolf von Rüdesheim, Bischof von Lavant. Als einer der Vermittler zwischen den kriegsführenden Parteien wirkte auch der polnische Diplomat und Chronist Johannes Longinus.

## Konsequenzen für den Deutschen Orden
Der Machtverlust des Deutschen Ordens wurde mit dem Zweiten Friedensschluss von Thorn endgültig besiegelt. Das Ermland, Pommerellen, das Kulmerland, Michelau an der Drewenz sowie das Land um Marienburg, Stuhm und Christburg unterstellten sich, wie 1454 vereinbart, unter der Bedingung der Autonomie als Preußen königlichen Anteils der Krone Polens, d. h. dem König persönlich, ebenso die bereits 1454 abgefallenen Hansestädte des Preußischen Bundes, Danzig, Elbing und Thorn, die seit 1457 autonome Stadtrepubliken waren. Das Bistum Ermland wurde autonomes Fürstbistum, das Bistum Kulm der geistlichen Jurisdiktion des Erzbischofs von Gnesen unterworfen.
Das Restgebiet, das spätere Herzogtum Preußen, blieb dem Orden und der Hochmeister des Deutschen Ordens sollte dem polnischen König Heerfolge und einen Treueid leisten. Damit sollte er automatisch in den Rang eines polnischen Senators im königlichen Rat ernannt werden, was ihm aber von Seiten des Papstes und Kaisers nicht erlaubt war.
Schon 1467, als der Bischof starb, kam es wegen Konflikten um die Investitur von Bischöfen mit dem Fürstbistum Ermland, welches eine Halbenklave im östlichen Ordensstaat war, zum sogenannten Pfaffenkrieg (Wojna popia) (1467–1479).
Die Rechte mussten wiederholt gegen spätere polnische Politik verteidigt werden, wie die Union von Lublin von 1569. Danziger Politiker wie Albrecht Giese wurden dabei auch Repressalien unterworfen.

## Nachwirkungen
Die Teilung Preußens wurde im 20. Jahrhundert nach dem Ersten Weltkrieg erneut vorgenommen, mit Ostpreußen als Exklave einerseits und dem Polnischen Korridor bzw. der Zuteilung Westpreußens zur Zweiten Polnischen Republik andererseits. Dazu kam die Freie Stadt Danzig.